# Brza
Brza (cyr. Брза) – wieś w Serbii, w okręgu jablanickim, w mieście Leskovac. W 2011 roku liczyła 1106 mieszkańców.